# Werner Weist (Fußballspieler, 1927)
Werner Weist (* 9. November 1927) ist ein ehemaliger deutscher Fußballspieler, der für Brieske in den 1950er-Jahren in der DDR-Oberliga, der höchsten Liga im DDR-Fußball, aktiv war.

## Sportliche Laufbahn
1949 wurde Werner Weist, der auch für die Fußballauswahl Brandenburgs spielte, mit der in Marga, einem Ortsteil von Brieske ansässigen  Betriebssportgemeinschaft (BSG) „Franz Mehring“, Vizemeister der Landesklasse Brandenburg. In der entscheidenden Finalbegegnung, die von der SG Babelsberg mit 2:1 gewonnen wurde, war Weist als Rechtsaußenstürmer eingesetzt worden. Mit Weist beteiligte sich der Vizemeister auch an der Fußball-Ostzonenmeisterschaft 1949, schied aber bereits im zweiten Spiel aus. Außerdem hatte sich die Mannschaft für die erstmals ausgetragene Fußball-Liga des Deutschen Sportausschusses qualifiziert, die als höchste Spielklasse des DDR-Fußballs geschaffen worden war.
Werner Weist absolvierte alle 26 Ligaspiele, und als Linksaußenstürmer wurde er mit zehn Treffern bester Torschütze seiner Mannschaft. Zur Spielzeit 1950/51 wurde aus der BSG Marga die BSG Aktivist Brieske-Ost, und aus Anlass der Gründung der DDR wurde die DS-Liga in DDR-Oberliga umbenannt. Weist kam erneut in allen Oberligaspielen (34 aus politischen Gründen) zum Einsatz und kam diesmal auf 15 Tore. Zum Abschluss der Saison wirkte er mit der DDR-Studentenauswahl bei den Ost-Berliner Weltfestspielen mit. Bis 1957 konnte sich Weist als Stammspieler behaupten, während die Briesker BSG 1954 zum Sportclub Aktivist Brieske-Senftenberg hochgestuft wurde. Ab 1956 wurde im DDR-Fußball nach sowjetischem Vorbild im Kalenderjahr-Rhythmus gespielt. Werner Weist war wie schon üblich bei allen 26 Oberligaspielen dabei und half damit entscheidend zur Oberliga-Vizemeisterschaft mit. Er hatte jedoch bereits seit zwei Spielzeiten seine Treffsicherheit eingebüßt (ein bzw. zwei Tore) und steuerte auch zum 2. Platz nur zwei Tore bei. Zuvor war er 1953 und 1954 noch einmal Torschützenkönig geworden. 1957 kam er in den 26 Oberligaspielen nur noch auf 19 Einsätze, aber auf vier Tore.
Seine letzte Oberligasaison bestritt Werner Weist 1958 als Dreißigjähriger. Er hatte die gesamte Hinrunde pausieren müssen und kam in den dreizehn Rückrundenspielen nur noch in elf Oberligaspielen zum Einsatz. Dabei stand er lediglich achtmal in der Startelf und bestritt nur sechs Partien über die volle Spieldauer. Allerdings erzielte er noch einmal zwei Tore, womit er in seinen zehn Spielzeiten von 1949 bis 1958 jedes Mal zu den Torschützen seiner Mannschaft gezählt hatte. Mit seinen in dieser Zeit erzielten 74 Punktspieltoren ist er zusammen mit Horst Franke der erfolgreichste Briesker Torschütze. Nach seinem Rücktritt vom Erstligafußball war er als Freizeitfußballer noch bei der fünftklassigen Bezirksklassenmannschaft BSG Aktivist Brieske-Ost aktiv.